# Lingua yele
La Lingua yele o yeli dnye è una lingua parlata nella zona orientale di  Papua-Nuova Guinea, provincia di Milne Bay, in particolare sull'isola di Rossel, nell'Arcipelago delle Luisiadi. I suoi locutori erano 3750 nel 1998.
Una parte del mondo accademico considera la lingua come isolata, mentre alcuni linguisti hanno ipotizzato l'appartenenza ad una famiglia linguistica comune con due lingue parlate nella parte occidentale della Nuova Britannia nell'Arcipelago di Bismarck: la Lingua anem e la Lingua pele-ata. Questa famiglia viene denominata Lingue yele-nuova britannia occidentale (Yele-West New Britain in inglese); in passato era stato proposta l'appartenenza alla supposta famiglia delle Lingue papuasiche orientali, ma quest'ipotesi sembra essere stata abbandonata.